# 艾伯特湖
艾伯特湖（英語：Lake Albert）是位于非洲中部乌干达和刚果民主共和国边界的淡水湖，它是大湖地区的非洲大湖之一。它是非洲的第七大湖，和世界的第二十七大湖。1864年以阿尔伯特亲王名字命名。

## 地理
艾伯特湖位于非洲大陆的中心，在乌干达和刚果民主共和国之间的边界。艾伯特湖是位于东非裂谷西部分支Albertine 裂谷的湖泊最北端。
艾伯特湖海拔615米，水域面积5,300平方米，容量280立方千米。1973年，扎伊尔总统蒙博托·塞塞·塞科曾将该湖泊更名为“蒙博托湖”（Lake Mobutu Sese Seko；Lac Mobutu Sese Seko）。

## 图片

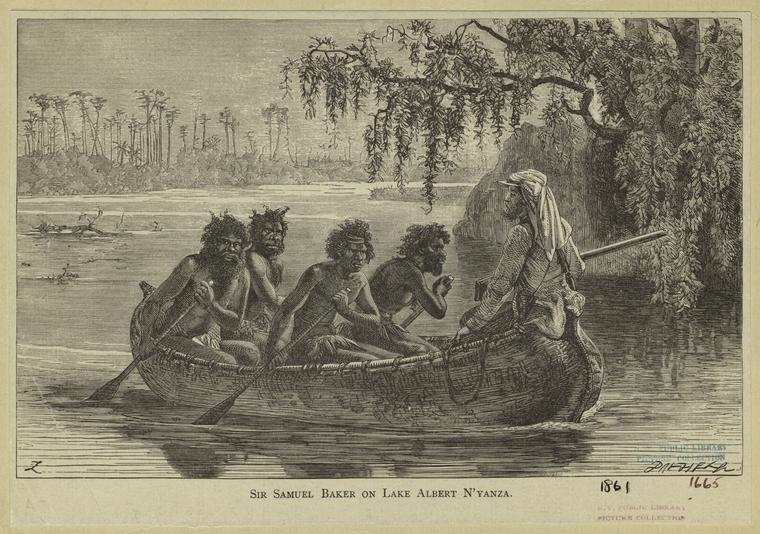
塞缪尔·怀特·贝克爵士探索艾伯特湖
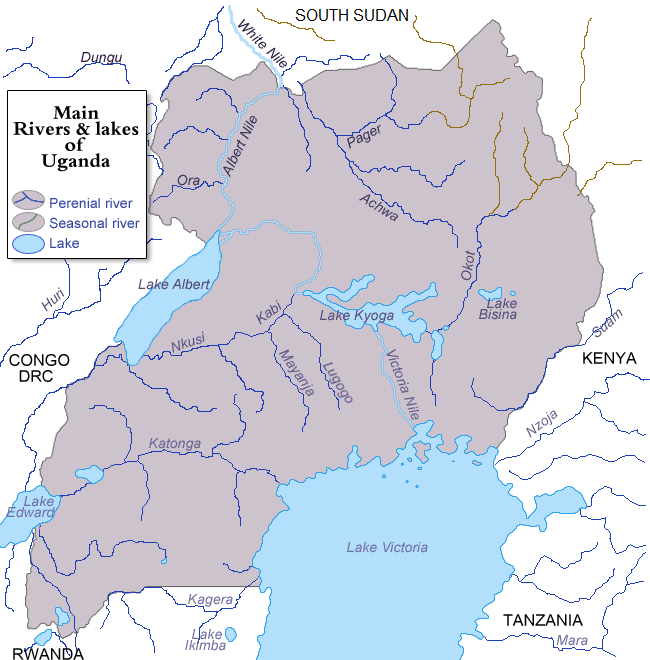
乌干达河流和湖泊
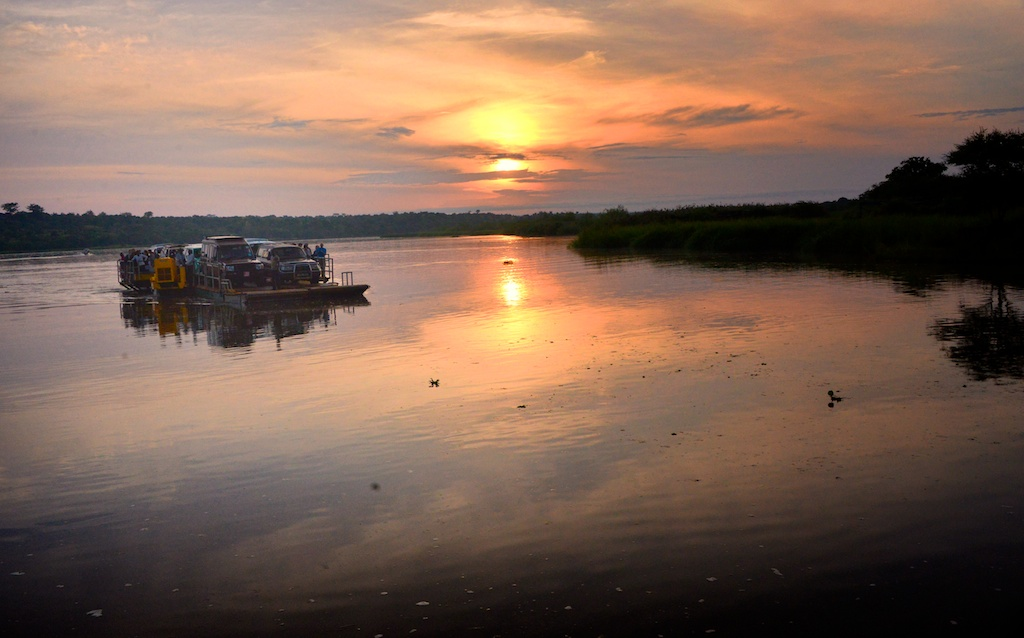
渡船
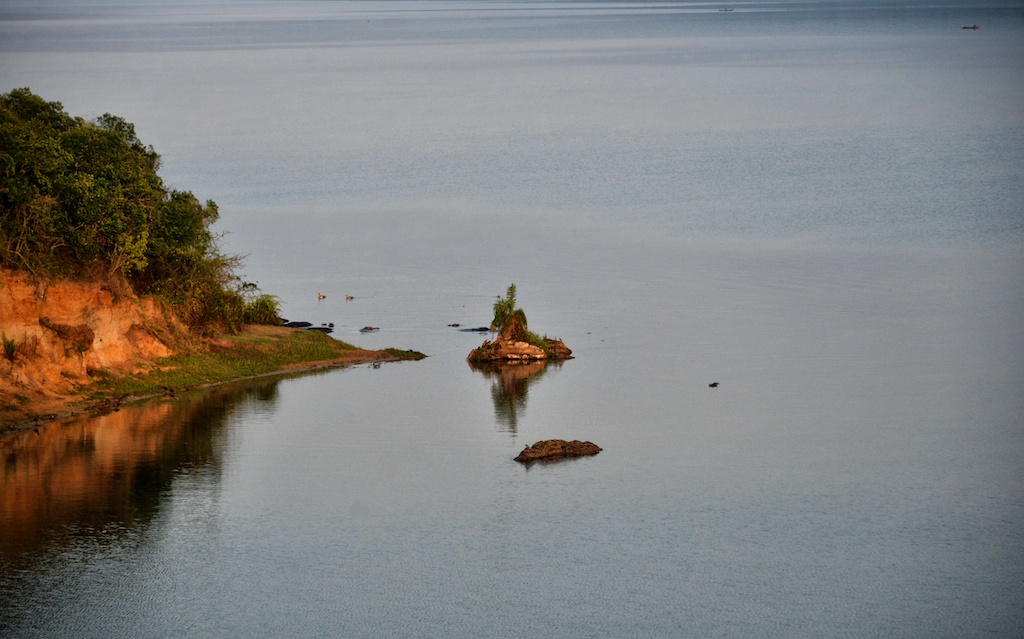
渠道
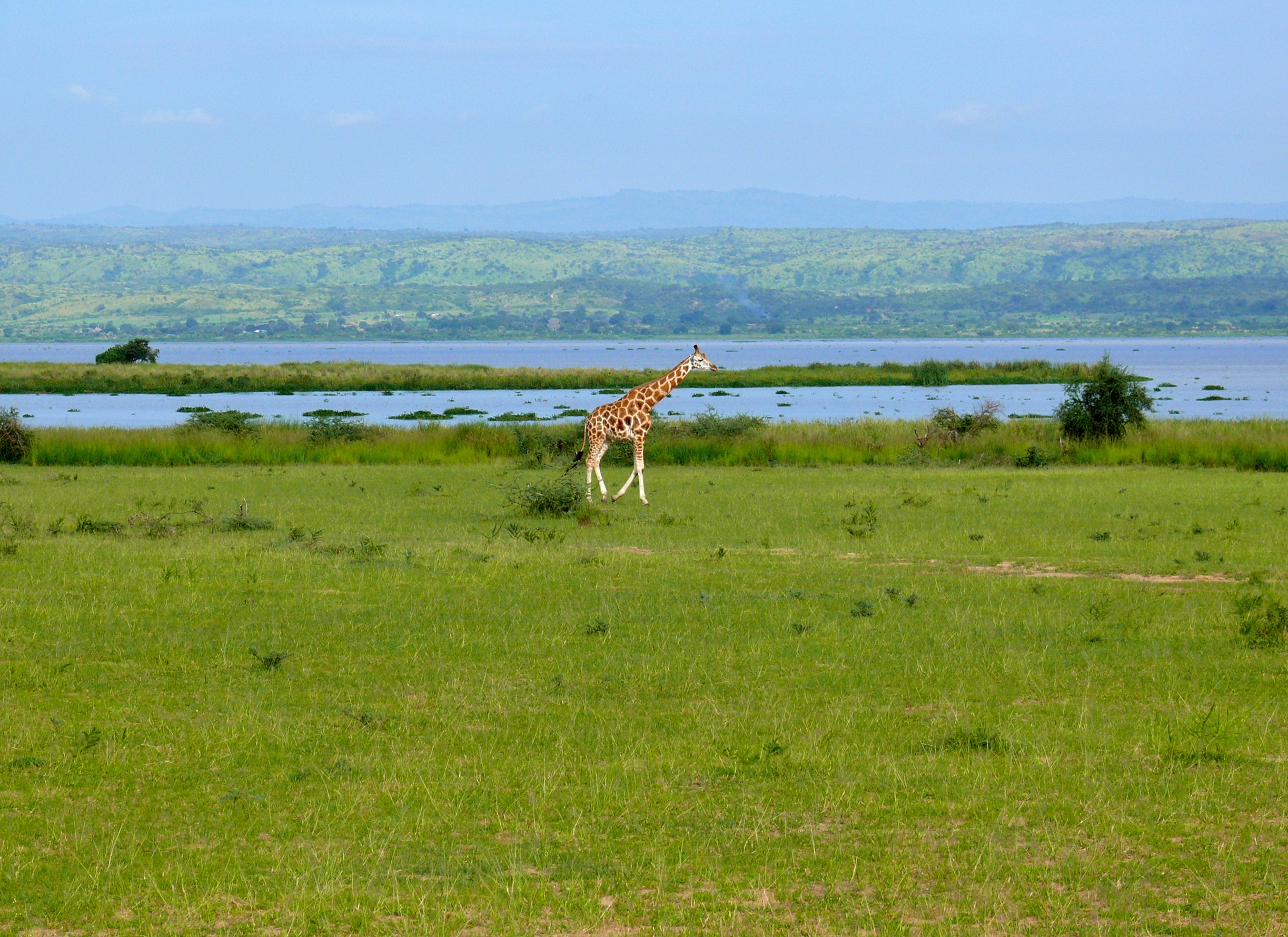
长颈鹿在湖边